# David L. Boren
David L. Boren (Washington, 1941. április 21. – Norman, 2025. február 20.) amerikai politikus, Oklahoma kormányzója (1975–1979), szenátor (Oklahoma, 1979–1994).

## Élete
1967 és 1974 között az Oklahomai Képviselőház tagja volt a Demokrata Párt színeiben. 1975 és 1979 között Oklahoma állam kormányzójaként tevékenykedett. 1979 és 1994 között a szenátus tagja volt. 1994 és 2018 között az Oklahomai Egyetem elnökeként dolgozott.